# Sarah Pratt

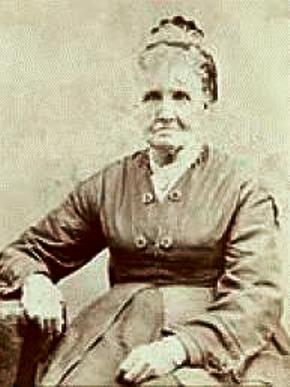
Sarah Marinda Bates Pratt

Sarah Marinda Bates Pratt (2. Februar 1817 – 25. Dezember 1888) war die erste Frau des polygam lebenden Mormonenapostels Orson P. Pratt.
Sarah Pratt wurde in Henderson im Staat New York  geboren. Am 18. Juni 1835 wurde sie im mormonischen Glauben getauft, ein Jahr später heiratete sie ihren Missionar, Orson Pratt. Dieser begab sich von 1839 bis 1841 auf eine Missionsreise auf die Britischen Inseln. 1841 versuchte Joseph Smith, eine sexuelle Beziehung zu ihr aufzubauen, obwohl sie weiterhin mit Orson Pratt verheiratet und mit der Ehefrau von Joseph, Emma, gut befreundet war. Als sie sich darüber bei ihrer Nachbarin Lucinda Harris, einer anderen frühen Mormonin, beklagte, antwortete diese lachend: 

“How foolish you are! I don’t see anything so horrible in it. Why, I Am his mistress since four years!”

„Wie töricht du bist! Ich sehe darin nichts so schreckliches. Warum auch, ich bin seit vier Jahren seine Geliebte!“

Diese Erzählung wird von einer polygamen Frau Brigham Youngs seit 1843, Harriet Cook Young, bestätigt, die angab, dass Smith in Missouri eine sexuelle Beziehung mit Sarah Pratt hatte. Nach Pratts Rückkehr wurden er und seine Frau zunächst aus der neuen Mormonenkirche ausgeschlossen, am 20. Januar 1843 aber erneut aufgenommen. Sarah begleitete ihren Mann 1848 zunächst auf eine Missionsreise nach England und ging 1852 mit ihm nach Salt Lake City, wo er eine englische Konvertitin in polygamer Ehe heiratete. Später folgten weitere polygame Ehefrauen, darunter die 16-jährige Juliaet Phelps in Fillmore (Utah). Die polygame Praxis ihres Mannes, Frauen zu heiraten, die jünger als ihre Tochter Celestia waren, entfremdete sie zunehmend von ihm und führte 1868 zur  endgültigen Scheidung. Am 4. Oktober 1874 wurde sie aus der Mormonenkirche wegen „Apostasie“ ausgeschlossen. Ein Jahr später sagte sie, sie habe bereits seit 30 Jahren nicht mehr an deren Doktrinen geglaubt und gelte jetzt als eine Apostatin. Sie gab weiterhin über die Polygamiepraxis von Smith und anderen Mormonenaposteln  Auskunft, so teilte sie mit: 

„… der Prophet Joseph besuchte oft Freudenhäuser. Mrs. White, eine sehr hübsche und attraktive Frau, gestand mir einmal, dass sie es sich angelegen sein lasse, die Kapitäne der Mississippidampfer in ihrem Haus zu empfangen. Sie erzählte mir, dass Joseph schon bald nach seiner Ankunft in Nauvoo ihre Bekanntschaft gemacht und sie dutzendmal besucht habe.“

Sarah begann in der Folgezeit, die Polygamie der Mormonen heftig und lautstark zu kritisieren. Sie lebte in Salt Lake City weiter bis zum Weihnachtstag 1888, als sie mit 71 Jahren an Herzversagen starb, und wurde nach einem protestantischen Ritus beerdigt.